# 지바시
지바시(일본어: 千葉市)는 일본 지바현 중앙부에 있는 도시이자 현청 소재지이다. 도쿄만의 도쿄도 도심에서 동쪽으로 약 40km 정도 떨어진 곳에 위치한다. 이 도시는 1992년에 정령지정도시가 되었다. 2019년 6월 기준으로 이 지역의 인구 수는 총 979,768명, 넓이는 271.77km2이고, 인구 밀도는 km2당 3,605명이다.
간토 지방의 주요 항구 중 하나이며 일본에서 가장 많은 화물을 취급하는 지바항의 본거지이다. 도시의 대부분은 주택지이지만 해안가를 따라 많은 공장과 창고가 있다. 마쿠하리 멧세가 위치한 수변 상업지구인 마쿠하리, 현청과 시청이 위치한 지바 중부를 포함한 여러 중심지가 있다.
지바는 세계에서 가장 긴 현수 모노레일인 지바 도시 모노레일로 유명하다. 관광지로는 세계에서 가장 큰 패총인 가스리 셸 미덴, 일본에서 가장 긴 인공 해변의 일부를 이루는 이나게 해변, 그리고 붉은 판다 후타로 유명한 지바시 동물원이 있다. 인구는 90만여 명으로 정령지정도시 중에서 세 번째로 적다.

## 지리

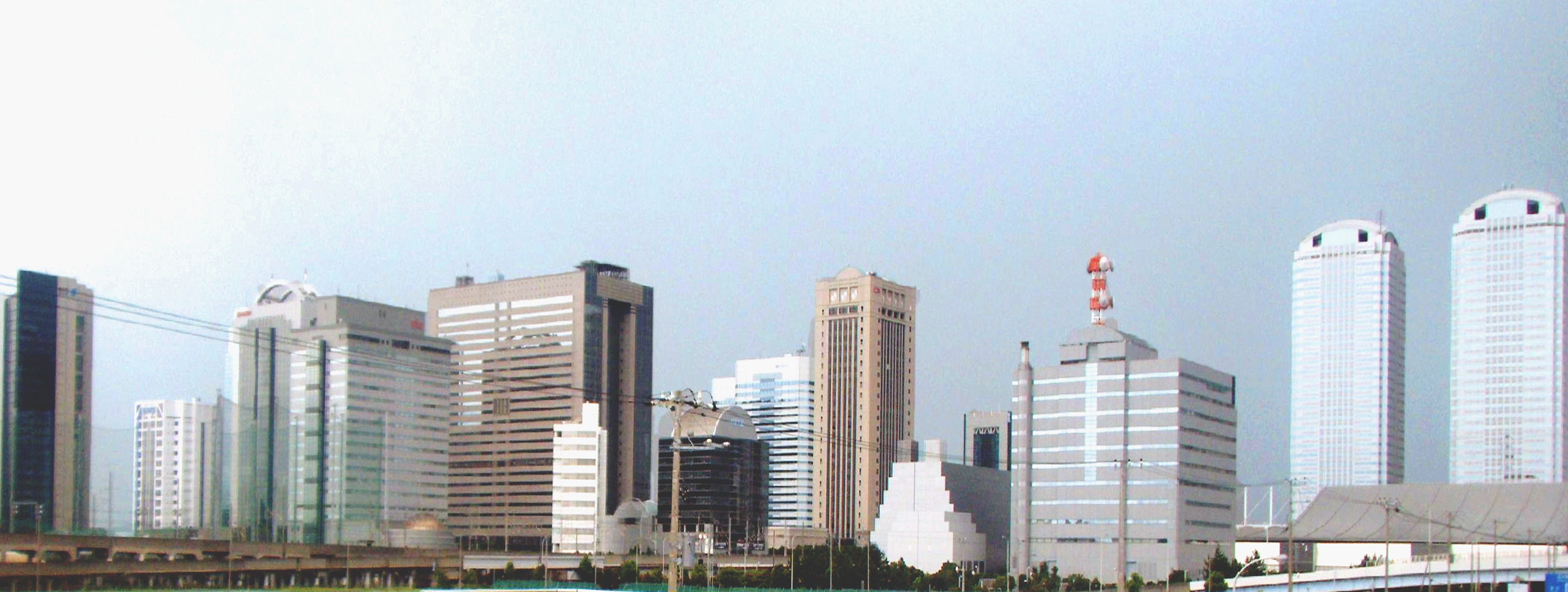
마쿠하리 신도심

도쿄 도심에서 약 40km 거리에 있어서 1960년대 이후 주택 단지 개발이 촉진되었다. 또한 도쿄만 해변은 옛날에는 해수욕장으로 번성했으나 1960년대 이후에 매립되고 공업 지역이나 주택 단지로 개발되었다. 시내는 해안가를 따라 위치한 많은 공장들과 창고들을 제외하고는 대부분 주거지이다. 도쿄와 가장 가까운 마쿠하리(幕張) 지구의 매립지에는 도쿄의 부도심 기능을 갖추도록 마쿠하리 신도심(幕張新都心)이 개발되었으며 이곳에는 지바현청과 지바시청이 위치한다. 한편 교외 지역에는 자연이 많이 남아 있다.
간토 지방의 주요 항구 중 하나인 지바항이 있고 일본에서 가장 많은 화물을 처리하는 항구 중 하나이다.

## 역사
지바시와 관련된 첫 번째 기록은 헤이안 시대에 다이라 쓰네시게(平常重)가 지바로 이주했다는 기록이다. 그는 자신을 지바노스케(千葉介)로 선언하였고 오늘날 지바시 지역 주변을 통치하였다. 그의 후손들은 성씨를 "지바씨"로 칭하고 이 지방을 무로마치 시대까지 계속 지배했다. 가마쿠라 시대에 지바 쓰네하네(千葉常胤)는 미나모토 요리토모를 도와 가마쿠라 막부를 세웠다. 이로 인해 지바씨는 가마쿠라 막부 내에서 중요한 위치를 점하게 되었다. 그는 자신의 본거지를 이노하라산의 이노하라성에 세웠다.
그들의 힘과 영향력은 난보쿠초 시대와 무로마치 시대에 간토 지방 주변에서 벌어진 전쟁 때문에 쇠퇴하였다. 16세기에 지바씨를 대신해 지바씨의 가신 중 하나였던 하라씨가 이 지역에 지배력을 행사하였다. 센고쿠 시대에 하라씨는 아시카가 요시아키(足利義明)에 의해 강제로 제거되었다. 아시아카 요시아키는 또한 사토미씨의 가신 중 하나인 사카이씨에 의해 제거되었다. 마지막에 지바씨와 사카이씨는 도요토미 히데요시에 의해 멸망하였다. 에도 시대에는 시역의 대부분이 사쿠라번에 속했고 일부는 오유미번과 소가노번에 속했다. 폐번치현 후 기사라즈현과 인바현이 폐지되었고 두 현의 경계인 지바정에 현청이 설치되었으며 이는 훗날 지바시가 되어 현내 최대 도시가 되었다.
시제 시행으로 1921년 1월에 지바시가 탄생하였다. 이후 주변의 정과 촌을 합병하였고 바다를 매립하여 현재와 같은 광대한 면적이 형성되었다. 2차 대전 전에는 현 가와사키정의 매립지에 히타치 항공 제작소와 히타치 제작소 등 군수 시설이 집중된 군사 도시로 발전했지만 1945년 6월 10일과 7월 7일에 진행된 연합군에 의한 대규모 공습으로 시 면적의 70%가 괴멸되는 등 심각한 피해를 입었다.
전후 대규모 매립과 시정촌의 합병으로 게이요 공업지역의 중심 도시로 재건되었다. 1992년에는 정령지정도시로 지정되었다. 2003년부터는 인접하는 요쓰카이도시(四街道市)와 통합을 향해 협의를 했으나, 요쓰카이도시에서 실시한 주민투표에서 반대표가 많아서 통합은 무산되었다.

## 행정 구역

지바시 행정구역도

지바시에는 6개의 구가 있다.
- 미도리구(緑区)
- 미하마구(美浜区)
- 와카바구(若葉区)
- 이나게구(稲毛区)
- 주오구(中央区)
- 하나미가와구(花見川区)

## 교육
- 지바 대학
- 도쿄 정보대학
- 지바 상과대학
- 도쿄 치과대학
- 게이아이 대학

## 교통

### 항공
나리타 국제공항과 도쿄 국제공항이 가장 가까운 주요 공항이다.

### 도로
- 고속도로
  - 히가시칸토 자동차도
  - 다테야마 자동차도
  - 게이요 도로
  - 지바 도가네 도로
- 국도
  - 국도 14호선
  - 국도 16호선
  - 국도 51호선
  - 국도 126호선
  - 국도 357호선

### 철도

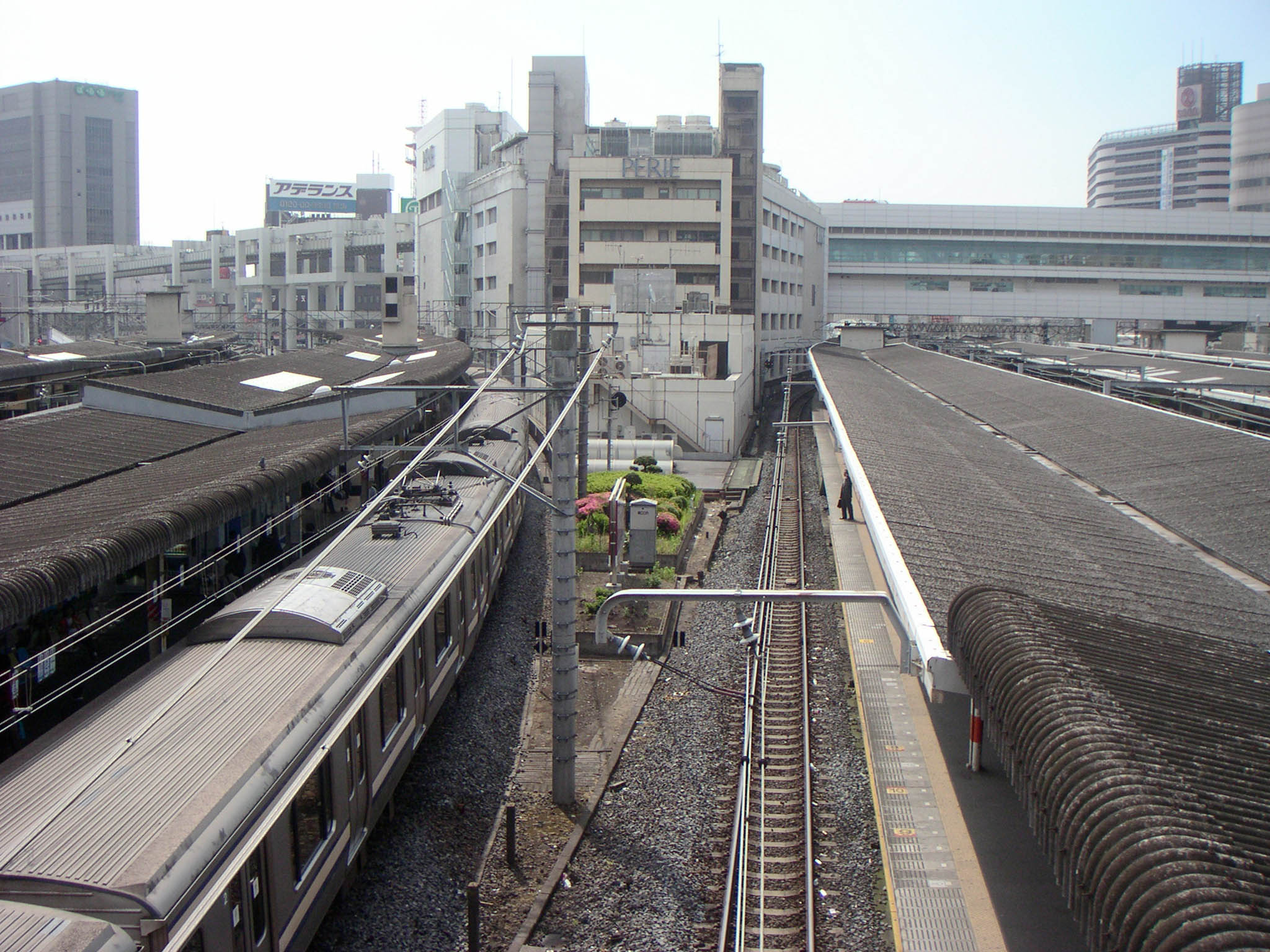
지바역

- 동일본 여객철도(JR 동일본)
  - 주오·소부 완행선
  - 소부 쾌속선
  - 소부 본선
  - 게이요선
  - 소토보선
  - 우치보선

- 게이세이 전철
  - 지바선
  - 지하라선

- 지바 도시 모노레일
  - 1호선
  - 2호선

## 문화
지바의 특산품 중 하나는 땅콩이다. 주요 볼거리로는 녹지식물실험소가 있다.

### 시설
- 지바 동물원
- 마쿠하라 신도심

## 기후
| 지바시의 기후                                                | 지바시의 기후 | 지바시의 기후 | 지바시의 기후 | 지바시의 기후 | 지바시의 기후 | 지바시의 기후 | 지바시의 기후 | 지바시의 기후 | 지바시의 기후 | 지바시의 기후 | 지바시의 기후 | 지바시의 기후 | 지바시의 기후   |
| 월                                                           | 1월           | 2월           | 3월           | 4월           | 5월           | 6월           | 7월           | 8월           | 9월           | 10월          | 11월          | 12월          | 연간            |
| ------------------------------------------------------------ | ------------- | ------------- | ------------- | ------------- | ------------- | ------------- | ------------- | ------------- | ------------- | ------------- | ------------- | ------------- | --------------- |
| 역대 최고 기온 °C (°F)                                       | 20.7 (69.3)   | 24.7 (76.5)   | 25.3 (77.5)   | 28.7 (83.7)   | 31.7 (89.1)   | 36.4 (97.5)   | 37.8 (100.0)  | 38.5 (101.3)  | 36.2 (97.2)   | 32.8 (91.0)   | 25.8 (78.4)   | 24.3 (75.7)   | 38.5 (101.3)    |
| 일평균 최고 기온 °C (°F)                                     | 10.1 (50.2)   | 10.7 (51.3)   | 13.8 (56.8)   | 18.7 (65.7)   | 23.0 (73.4)   | 25.6 (78.1)   | 29.4 (84.9)   | 31.0 (87.8)   | 27.5 (81.5)   | 22.3 (72.1)   | 17.3 (63.1)   | 12.5 (54.5)   | 20.2 (68.4)     |
| 일일 평균 기온 °C (°F)                                       | 6.1 (43.0)    | 6.6 (43.9)    | 9.6 (49.3)    | 14.5 (58.1)   | 18.9 (66.0)   | 21.9 (71.4)   | 25.7 (78.3)   | 27.1 (80.8)   | 23.8 (74.8)   | 18.6 (65.5)   | 13.4 (56.1)   | 8.6 (47.5)    | 16.2 (61.2)     |
| 일평균 최저 기온 °C (°F)                                     | 2.4 (36.3)    | 2.8 (37.0)    | 5.7 (42.3)    | 10.6 (51.1)   | 15.4 (59.7)   | 19.0 (66.2)   | 23.0 (73.4)   | 24.3 (75.7)   | 21.0 (69.8)   | 15.6 (60.1)   | 9.9 (49.8)    | 4.9 (40.8)    | 12.9 (55.2)     |
| 역대 최저 기온 °C (°F)                                       | −5.1 (22.8)   | −5.2 (22.6)   | −4.4 (24.1)   | 0.4 (32.7)    | 6.8 (44.2)    | 9.1 (48.4)    | 12.5 (54.5)   | 16.5 (61.7)   | 10.7 (51.3)   | 5.8 (42.4)    | −0.9 (30.4)   | −3.7 (25.3)   | −5.2 (22.6)     |
| 평균 강수량 mm (인치)                                        | 67.5 (2.66)   | 59.1 (2.33)   | 111.3 (4.38)  | 110.4 (4.35)  | 122.3 (4.81)  | 150.9 (5.94)  | 136.5 (5.37)  | 115.7 (4.56)  | 204.7 (8.06)  | 225.7 (8.89)  | 94.1 (3.70)   | 56.8 (2.24)   | 1,454.7 (57.27) |
| 평균 강설량 cm (인치)                                        | 2 (0.8)       | 4 (1.6)       | 0 (0)         | 0 (0)         | 0 (0)         | 0 (0)         | 0 (0)         | 0 (0)         | 0 (0)         | 0 (0)         | 0 (0)         | 0 (0)         | 7 (2.8)         |
| 평균 강수일수 (≥ 0.5 mm)                                     | 6.2           | 6.8           | 11.2          | 10.7          | 11.2          | 12.4          | 10.7          | 8.5           | 12.0          | 11.5          | 8.8           | 6.5           | 116.6           |
| 평균 상대 습도 (%)                                           | 53            | 55            | 61            | 66            | 71            | 77            | 78            | 77            | 77            | 73            | 66            | 57            | 68              |
| 평균 월간 일조시간                                           | 191.6         | 165.3         | 167.5         | 177.0         | 180.5         | 126.9         | 162.7         | 189.4         | 134.6         | 131.6         | 143.6         | 174.8         | 1,945.5         |
| 출처: 일본 기상청 (평년값: 1991년~2020년, 극값: 1966년~현재) |               |               |               |               |               |               |               |               |               |               |               |               |                 |

## 인구
| 연도  | 인구    | ±%     |
| ----- | ------- | ------ |
| 1921  | 33,887  | —      |
| 1930  | 49,088  | +44.9% |
| 1940  | 92,061  | +87.5% |
| 1950  | 133,944 | +45.5% |
| 1960  | 241,615 | +80.4% |
| 1970  | 482,133 | +99.5% |
| 1980  | 746,430 | +54.8% |
| 1990  | 829,455 | +11.1% |
| 2000  | 887,164 | +7.0%  |
| 2010  | 961,749 | +8.4%  |
| 2020  | 974,951 | +1.4%  |
| 출처: |         |        |

## 스포츠

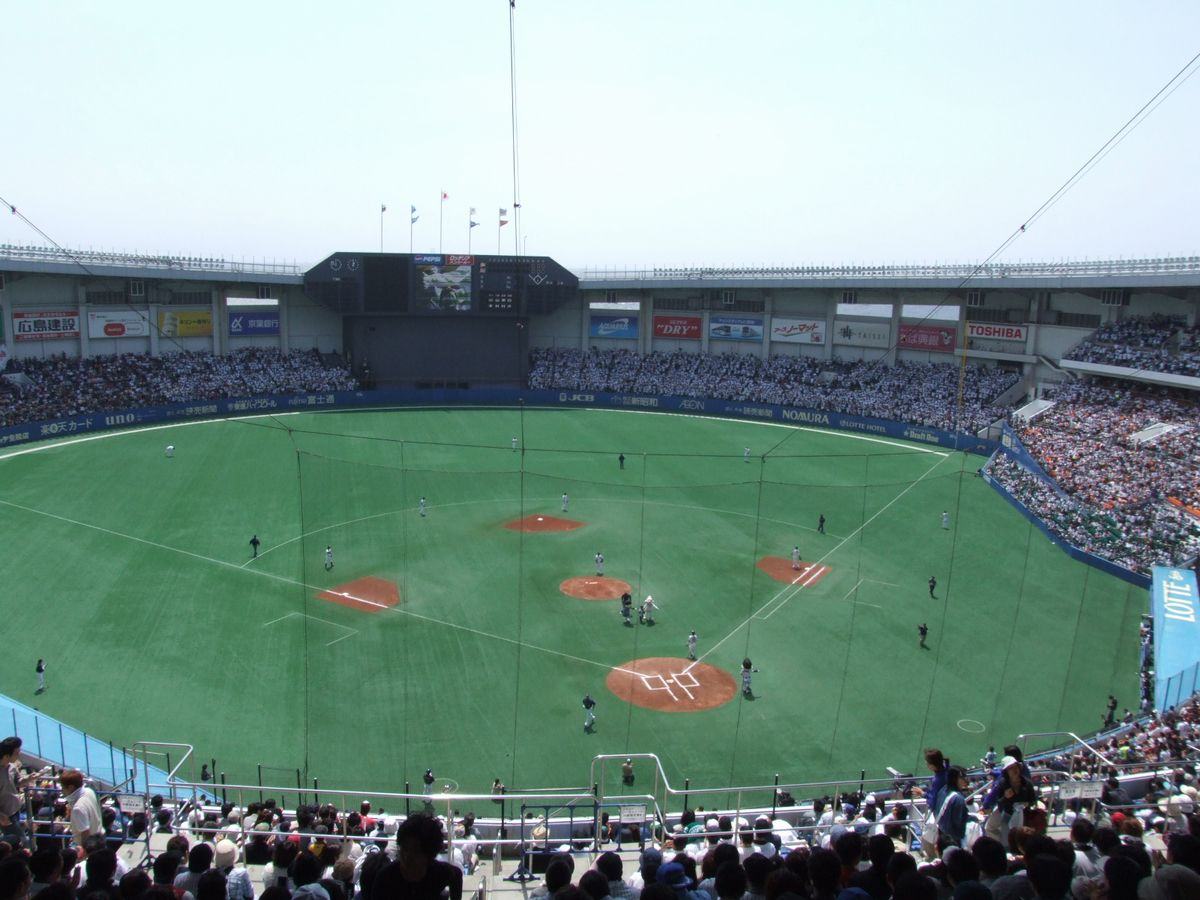
지바 롯데 마린스의 홈구장인 지바 마린 스타디움

지바에는 몇 개의 프로 스포츠 팀이 연고지를 두고 있다. 그 중 가장 유명한 것들로 다음이 있다.
| 구단                         | 종목 | 리그        | 구장                                    | 설립 연도 |
| ---------------------------- | ---- | ----------- | --------------------------------------- | --------- |
| 지바 롯데 마린스             | 야구 | 퍼시픽 리그 | 지바 마린 스타디움                      | 1950년    |
| JEF 유나이티드 이치하라 지바 | 축구 | J 리그      | 후쿠다 전자 아레나 이치하라 임해 경기장 | 1946년    |

## 자매 도시
- 캐나다 브리티시컬럼비아주 노스밴쿠버(1970년)
- 파라과이 아순시온(1970년)
- 미국 텍사스주 휴스턴(1972년)
- 필리핀 케손시티(1972년)
- 중화인민공화국 톈진시(1986년)
- 중화인민공화국 우장시(1996년)
- 스위스 몽트뢰(1996년)